# August 1982
Acest articol este generat integral pe baza informațiilor din articolul 1982 și este actualizat periodic de un robot.
 Editările făcute în articol vor fi șterse la următoarea actualizare! Dacă doriți să faceți modificări, editați articolul-sursă.

ianuarie -
februarie -
martie -
aprilie -
mai -
iunie -
iulie -
august -
septembrie -
octombrie -
noiembrie -
decembrie
August 1982 a fost a opta lună a anului și a început într-o zi de duminică.

## Nașteri
- 2 august: Hélder Postiga (Hélder Manuel Marques Postig), fotbalist portughez (atacant)
- 2 august: Krum Bibișkov, fotbalist bulgar
- 3 august: Florin Matache, fotbalist român (portar)
- 4 august: Luca Antonini, fotbalist italian
- 5 august: Costinel Ionuț Gugu, fotbalist român
- 6 august: Romola Garai, actriță britanică
- 7 august: Abbie Cornish, actriță australiană
- 7 august: Stela Popa, jurnalistă din R. Moldova
- 9 august: Kate Siegel, actriță americană
- 11 august: Magdalena Paraschiv, handbalistă română
- 12 august: Alberich Bormann, actor mexican
- 12 august: Antoaneta Sabău, filolog clasic
- 13 august: Sebastian Stan, actor american de etnie română
- 13 august: Peca Ștefan, dramaturg român
- 16 august: Cam Gigandet, actor american
- 16 august: Joleon Patrick Lescott, fotbalist englez
- 16 august: Stefan Maierhofer, fotbalist austriac (atacant)
- 16 august: Nino Pekarić, fotbalist sârb
- 17 august: Phil Jagielka, fotbalist englez
- 19 august: Melissa Fumero, actriță și regizoare americană
- 20 august: Joshua Blake Kennedy, fotbalist australian (atacant)
- 21 august: Radu-Iulian Molnar, politician
- 23 august: Cristian Dorin Tudor, fotbalist român (atacant), (d. 2012)
- 24 august: José Bosingwa da Silva, fotbalist portughez
- 24 august: Kim Källström, fotbalist suedez
- 25 august: Darly Zoqbi de Paula, handbalistă spaniolă de etnie braziliană
- 25 august: Darly Zoqbi de Paula, jucător de handbal
- 25 august: Monica Stoian, atletă română
- 27 august: Arthuro Henrique Bernhardt, fotbalist brazilian (atacant)
- 27 august: Bergüzar Korel, actriță turcă
- 28 august: Thiago Motta, fotbalist și antrenor italian
- 28 august: LeAnn Rimes, cântăreață și actriță americană
- 29 august: Dado Polumenta, cântăreț muntenegrean
- 30 august: Andy Roddick, jucător american de tenis
- 31 august: José Manuel Reina (José Manuel Reina Páez), fotbalist spaniol (portar)
- 31 august: José Manuel Reina, fotbalist spaniol

## Decese
Ludu U Hla, 72 ani, scriitor birmanez (n. 1910)
Eric Brandon, 62 ani, pilot britanic de Formula 1 (n. 1920)
Geoffrey de Freitas, 69 ani, politician britanic (n. 1913)
Henry Fonda, 77 ani, actor american (n. 1905)
Adam Ważyk, 76 ani, poet polonez (n. 1905)
Ulla Jacobsson, 53 ani, actriță suedeză (n. 1929)
Alberto Cavalcanti (n. Alberto de Almeida Cavalcante), 85 ani, regizor de film, brazilian (n. 1897)
Iván Aba, 59 ani, scriitor și ziarist maghiar (n. 1923)
Ingrid Bergman, 67 ani, actriță suedeză de film (n. 1915)
R. G. Waldeck (Rosa Goldschmidt Waldeck), 84 ani, scriitoare americană (n. 1898)